# Bayer 04 Leverkusen Fußball 2020-2021 (femminile)
Questa voce raccoglie le informazioni riguardanti il Bayer 04 Leverkusen Fußball nelle competizioni ufficiali della stagione 2020-2021.

## Divise e sponsor
La tenuta era la medesima del Bayer Leverkusen maschile.
|  | Casa | Trasferta | Terza tenuta |

## Rosa
Rosa, ruoli e numeri di maglia come da sito ufficiale., aggiornati all'11 novembre 2020.
| N. |                                 | Ruolo | Calciatrice        |
| -- | ------------------------------- | ----- | ------------------ |
| 1  | Germania (bandiera)             | P     | Anna Klink         |
| 2  | Germania (bandiera)             | D     | Frederike Kempe    |
| 3  | Germania (bandiera)             | D     | Melissa Friedrich  |
| 4  | Polonia (bandiera)              | C     | Sylwia Matysik     |
| 5  | Germania (bandiera)             | C     | Pauline Wimmer     |
| 6  | Germania (bandiera)             | C     | Henrike Sahlmann   |
| 7  | Germania (bandiera)             | C     | Jessica Wich       |
| 8  | Germania (bandiera)             | D     | Ann-Kathrin Vinken |
| 9  | Germania (bandiera)             | A     | Chiara Bücher      |
| 10 | Bosnia ed Erzegovina (bandiera) | A     | Milena Nikolić     |
| 11 | Germania (bandiera)             | A     | Kristin Kögel      |
| 13 | Germania (bandiera)             | D     | Isabel Kerschowski |
| 14 | Germania (bandiera)             | D     | Juliane Wirtz      |
| 16 | Germania (bandiera)             | C     | Sofie Zdebel       |
| 17 | Germania (bandiera)             | C     | Pauline Machtens   |
| 18 | Germania (bandiera)             | C     | Gianna Rackow      |

| N. |                     | Ruolo | Calciatrice         |
| -- | ------------------- | ----- | ------------------- |
| 19 | Ungheria (bandiera) | A     | Dóra Zeller         |
| 20 | Austria (bandiera)  | A     | Viktoria Pinther    |
| 21 | Germania (bandiera) | C     | Barbara Reger       |
| 22 | Islanda (bandiera)  | C     | Sandra María Jessen |
| 23 | Germania (bandiera) | D     | Nina Brüggemann     |
| 24 | Ungheria (bandiera) | D     | Lilla Turányi       |
| 25 | Croazia (bandiera)  | A     | Ivana Rudelić       |
| 26 | Giappone (bandiera) | A     | Mina Tanaka         |
| 27 | Ungheria (bandiera) | C     | Henrietta Csiszár   |
| 28 | Italia (bandiera)   | D     | Selina Garofalo     |
| 29 | Germania (bandiera) | C     | Nicole Banecki      |
| 30 | Svizzera (bandiera) | A     | Lara Marti          |
| 31 | Germania (bandiera) | C     | Verena Wieder       |
| 33 | Germania (bandiera) | P     | Joyce Prabel        |
| 41 | Germania (bandiera) | P     | Anna Wellmann       |

## Calciomercato

### Sessione estiva
| Acquisti | Acquisti       | Acquisti                           | Acquisti                  |
| R.       | Nome           | da                                 | Modalità                  |
| -------- | -------------- | ---------------------------------- | ------------------------- |
| P        | Joyce Prabel   | Bayer Leverkusen [Primavera B (F)] | aggregata dalle giovanili |
| D        | Lara Marti     | Basilea                            | definitivo                |
| D        | Lilla Turányi  | MTK Hungária                       | definitivo                |
| C        | Chiara Bücher  | Bad Neuenahr [Primavera B (F)]     | definitivo                |
| C        | Kristin Kögel  | Bayern Monaco II                   | definitivo                |
| C        | Sylwia Matysik | Górnik Łęczna                      | definitivo                |
| C        | Verena Wieder  | Friburgo                           | definitivo                |
| C        | Sofie Zdebel   | Bayer Leverkusen [Primavera B (F)] | aggregata dalle giovanili |

| Cessioni | Cessioni          | Cessioni              | Cessioni   |
| R.       | Nome              | a                     | Modalità   |
| -------- | ----------------- | --------------------- | ---------- |
| P        | Laura Sieger      | Meppen                | definitivo |
| D        | Merle Barth       | Turbine Potsdam       | definitivo |
| D        | Karoline Heinze   |                       | ritirata   |
| C        | Antonia Göransson | Växjö DFF             | definitivo |
| C        | Katharina Prinz   | 1. FFC Recklinghausen | definitivo |
| A        | Lena Uebach       | Turbine Potsdam       | definitivo |

### Sessione invernale
| Acquisti | Acquisti    | Acquisti           | Acquisti   |
| R.       | Nome        | da                 | Modalità   |
| -------- | ----------- | ------------------ | ---------- |
| A        | Mina Tanaka | INAC Kobe Leonessa | definitivo |

| Cessioni | Cessioni      | Cessioni      | Cessioni   |
| R.       | Nome          | a             | Modalità   |
| -------- | ------------- | ------------- | ---------- |
| C        | Ivana Rudelić | Bayern Monaco | definitivo |

## Risultati

### Frauen-Bundesliga

#### Girone di andata
| Arbitro: | Michel (Gau-Odernheim) |

|                  |           |                        |
| Knaak 45’ (rig.) | Marcatori | 86’ Rackow 90’ Csiszár |

| Arbitro: | Heimann (Gladbeck) |

|                         |           |  |
| Nikolić 89’ Wirtz 90+1’ | Marcatori |  |

| Arbitro: | Kunkel (Amburgo) |

|                             |           |  |
| Orschmann 23’ Ehegötz 45+1’ | Marcatori |  |

| Arbitro: | Derlin (Bad Schwartau) |

|  |           |                                                        |
|  | Marcatori | 4’ (rig.) Goeßling 15’ Bremer 53’ Rauch 64’ Dickenmann |

| Arbitro: | Rafalski (Baunatal) |

|                         |           |                 |
| Freigang 4’, 90’ (rig.) | Marcatori | 9’, 62’ Nikolić |

| Arbitro: | Diekmann (Dortmund) |

|                                      |           |  |
| Wich 35’ Kerschowski 63’ Nikolić 79’ | Marcatori |  |

| Essen 18 ottobre 2020, ore 14:00 CEST 7ª giornata | SGS Essen           | 0 – 0 referto | Bayer Leverkusen | Stadion Essen\| Arbitro: \| Wildfeuer (Lubecca) \| |
| Arbitro:                                          | Wildfeuer (Lubecca) |               |                  |                                                    |

| Arbitro: | Rafalski (Baunatal) |

|                                 |           |                                                                          |
| Zeller 46’ Friedrich 85’ (rig.) | Marcatori | 55’ Beuschlein 64’ Brand 77’ (rig.) Lattwein 90’ Fühner 90+1’ Krumbiegel |

| Arbitro: | Heimann (Gladbeck) |

|  |           |                                       |
|  | Marcatori | 60’ Brüggemann 62’ Nikolić 88’ Zeller |

| Arbitro: | Hussein (Bad Harzburg) |

|          |           |  |
| Bühl 30’ | Marcatori |  |

| Arbitro: | Schwermer (Rieder) |

|                         |           |          |
| Csiszár 29’ Nikolić 32’ | Marcatori | 44’ Loos |

#### Girone di ritorno
| Arbitro: | Westerhoff (Bochum) |

|                        |           |             |
| Nikolić 36’ Zeller 71’ | Marcatori | 51’ Sanders |

| Arbitro: | Heidenreich (Bad Schwartau) |

|  |           |                       |
|  | Marcatori | 22’ Wieder 74’ Bücher |

| Arbitro: | Arlt (Münster) |

|                                   |           |                             |
| Csiszár 23’ Nikolić 61’, 68’, 81’ | Marcatori | 70’ Chmielinski 77’ Mesjasz |

| Arbitro: | Wildfeuer (Lubecca) |

|                        |           |  |
| Hendrich 20’ Rolfö 75’ | Marcatori |  |

| Arbitro: | Hussein (Bad Harzburg) |

|                                      |           |                           |
| Tanaka 7’, 69’ Kleinherne 76’ (aut.) | Marcatori | 12’ Freigang 25’ Pawollek |

| Arbitro: | Arlt (Greven) |

|                    |           |             |
| Gidion 8’ Tóth 24’ | Marcatori | 50’ Nikolić |

| Arbitro: | Westerhoff (Bochum) |

|                        |           |            |
| Nikolić 12’ Tanaka 42’ | Marcatori | 53’ Wamser |

| Arbitro: | Wacker (Marbach am Neckar) |

|                                                             |           |  |
| Brand 24’ Billa 53’, 54’, 85’ Vinken 62’ (aut.), 71’ (aut.) | Marcatori |  |

| Arbitro: | Derlin (Bad Schwartau) |

|                        |           |                       |
| Tanaka 39’ Nikolić 68’ | Marcatori | 45+2’ Flaws 82’ Preuß |

| Arbitro: | Heimann (Gladbeck) |

|  |           |                                           |
|  | Marcatori | 36’, 87’ Schüller 57’ Hegering 74’ Asseyi |

| Arbitro: | Michel (Gau-Odernheim) |

|             |           |  |
| Hoppius 40’ | Marcatori |  |

### DFB-Pokal der Frauen
| Arbitro: | Arlt (Greven) |

|             |           |  |
| Barrett 62’ | Marcatori |  |

## Statistiche

### Statistiche di squadra
| Competizione         | Punti | In casa | In casa | In casa | In casa | In casa | In casa | In trasferta | In trasferta | In trasferta | In trasferta | In trasferta | In trasferta | Totale | Totale | Totale | Totale | Totale | Totale | DR |
| Competizione         | Punti | G       | V       | N       | P       | Gf      | Gs      | G            | V            | N            | P            | Gf           | Gs           | G      | V      | N      | P      | Gf     | Gs     | DR |
| -------------------- | ----- | ------- | ------- | ------- | ------- | ------- | ------- | ------------ | ------------ | ------------ | ------------ | ------------ | ------------ | ------ | ------ | ------ | ------ | ------ | ------ | -- |
| Frauen-Bundesliga    | 33    | 11      | 7       | 1       | 3       | .       | .       | 11           | 3            | 2            | 6            | .            | .            | 22     | 10     | 3      | 9      | 32     | 39     | -7 |
| DFB-Pokal der Frauen | -     | -       | -       | -       | -       | -       | -       | 1            | 0            | 0            | 1            | 0            | 1            | 1      | 0      | 0      | 1      | 0      | 1      | -1 |
| Totale               | -     | 11      | 7       | 1       | 3       | .       | .       | 12           | 3            | 2            | 7            | .            | .            | 23     | 10     | 3      | 10     | 32     | 40     | -8 |

### Andamento in campionato
| Giornata  | 1 | 2 | 3 | 4 | 5 | 6 | 7 | 8 | 9 | 10 | 11 | 12 | 13 | 14 | 15 | 16 | 17 | 18 | 19 | 20 | 21 | 22 |
| --------- | - | - | - | - | - | - | - | - | - | -- | -- | -- | -- | -- | -- | -- | -- | -- | -- | -- | -- | -- |
| Luogo     | T | C | T | C | T | C | T | C | T | T  | C  | C  | T  | C  | T  | C  | T  | C  | T  | C  | C  | T  |
| Risultato | V | V | P | P | N | V | N | P | V | P  | V  | V  | V  | V  | P  | V  | P  | V  | P  | N  | P  | P  |
| Posizione | 5 | 4 | 5 | 5 | 6 | 5 | 5 | 7 | 6 | 5  | 5  | 5  | 5  | 4  | 5  | 4  | 5  | 4  | 5  | 5  | 5  | 5  |

Legenda:

Luogo: C = Casa; T = Trasferta. Risultato: V = Vittoria; N = Pareggio; P = Sconfitta.

### Statistiche delle giocatrici
| Giocatore  | Frauen-Bundesliga | Frauen-Bundesliga | Frauen-Bundesliga | Frauen-Bundesliga | DFB-Pokal der Frauen | DFB-Pokal der Frauen | DFB-Pokal der Frauen | DFB-Pokal der Frauen | Totale   | Totale | Totale      | Totale     |
| Giocatore  | Presenze          | Reti              | Ammonizioni       | Espulsioni        | Presenze             | Reti                 | Ammonizioni          | Espulsioni           | Presenze | Reti   | Ammonizioni | Espulsioni |
| ---------- | ----------------- | ----------------- | ----------------- | ----------------- | -------------------- | -------------------- | -------------------- | -------------------- | -------- | ------ | ----------- | ---------- |
| H. Csiszár | 19                | 3                 | 1                 | 0                 | -                    | -                    | -                    | -                    | 19       | 3      | 1           | 0          |
| S. Matysik | 13                | 0                 | 1                 | 0                 | -                    | -                    | -                    | -                    | 13       | 0      | 1           | 0          |